# Martin Schwaebe

Martin Schwaebe

Martin Schwaebe (* 8. Mai 1911 in Wiesdorf; † 1985) war ein deutscher Redakteur und Politiker (NSDAP).

## Leben und Wirken
Schwaebe stieß Ende der 1920er Jahre zur NS-Bewegung. Als „politische Entdeckung“ Robert Leys kam er 1929 als Lokalredakteur zu der nationalsozialistischen Zeitung Westdeutscher Beobachter. 1933 stieg er zum Chefredakteur der Zeitung auf.
Schwaebe wurde 1934 zum Gaupressechef des Gaues Köln/Aachen ernannt. Er nutzte seine Machtposition, um die 1935 von Gestapo und Staatsanwaltschaft gestarteten Ermittlungen gegen 2.500 homosexuelle Priester und Mönche im Rheinland mit einer Schmutzkampagne zu begleiten; besonders im Mai 1937 machte der Westdeutsche Beobachter fast täglich mit denunzierenden Überschriften auf. Hierzu verfasste er auch eine Monographie.
Im Jahr 1934 übernahm er außerdem die Leitung des Kölner Forschungsinstituts für Zeitungswissenschaften: Als geschäftsführender Direktor dieser wissenschaftlichen Einrichtung entschied er in den folgenden Jahren über die Gliederung und Inhalte der Kölner Zeitungswissenschaft ohne selbst prüfungsberechtigt zu sein oder zu veröffentlichen. Nach dem Ausscheiden von Martin Spahn 1940 vereinigte Schwaebe das Forschungsinstitut mit dem Kölner Hochschulinstitut.
Am 5. August 1943 trat Schwaebe im Nachrückverfahren für den ausgeschiedenen Abgeordneten Konrad Volm in den nationalsozialistischen Reichstag ein, in dem er bis zum Ende der NS-Herrschaft im Frühjahr 1945 den Wahlkreis 20 (Köln-Aachen) vertrat.
Nach dem Zweiten Weltkrieg wirkte er an der Gründung von SOS-Kinderdörfern in Österreich mit.

## Schriften
- Die Wahrheit über die Sittlichkeitsprozesse, [Köln] : Westdt. Beobachter, Gauverl. d. NSDAP, Köln-Aachen 1937.
- Nationalsozialistischer Gaudienst, 1937.